# Орлінс (округ, Вермонт)
Шаблон:StateAbbr_ 44°50′40″ пн. ш. 72°13′06″ зх. д. / 44.844402° пн. ш. 72.218239° зх. д.
Округ  Орлінс (англ. Orleans County) — округ (графство) у штаті  Вермонт, США. Ідентифікатор округу 50019.

## Історія
Округ утворений 1792 року.

## Демографія
За даними перепису 2000 року загальне населення округу становило 26277 осіб, зокрема міського населення було 4846, а сільського — 21431. Серед мешканців округу чоловіків було 13043, а жінок — 13234. В окрузі було 10446 домогосподарств, 7153 родин, які мешкали в 14673 будинках. Середній розмір родини становив 2,91.
Віковий розподіл населення поданий у таблиці:
| Стать    | До 15 років | 15-21 | 22-29 | 30-39 | 40-49 | 50-65 | 65-85 | Понад 85 |
| -------- | ----------- | ----- | ----- | ----- | ----- | ----- | ----- | -------- |
| Чоловіки | 2764        | 1279  | 1079  | 1830  | 2128  | 2323  | 1527  | 113      |
| Жінки    | 2536        | 1126  | 1051  | 1767  | 2117  | 2325  | 1928  | 384      |

## Суміжні округи
- Memphrémagog Regional County Municipality[en], Квебек, Канада — північ
- Coaticook Regional County Municipality[en], Квебек, Канада — північний схід
- Ессекс — схід
- Каледонія — південь
- Ламойлл — південний захід
- Франклін — захід
- Brome-Missisquoi Regional County Municipality[en], Квебек, Канада — північний захід

## Виноски
1. ↑  U.S. Decennial Census. United States Census Bureau. Архів оригіналу за 26 квітня 2015. Процитовано 29 червня 2015.
2. ↑  Historical Census Browser. University of Virginia Library. Архів оригіналу за 11 серпня 2012. Процитовано 29 червня 2015.
3. ↑  Forstall, Richard L., ред. (27 березня 1995). Population of Counties by Decennial Census: 1900 to 1990. United States Census Bureau. Архів оригіналу за 24 вересня 2015. Процитовано 29 червня 2015.
4. ↑  Census 2000 PHC-T-4. Ranking Tables for Counties: 1990 and 2000 (PDF). United States Census Bureau. 2 квітня 2001. Архів оригіналу (PDF) за 18 грудня 2014. Процитовано 29 червня 2015.
5. ↑  State & County QuickFacts. United States Census Bureau. Архів оригіналу за 6 червня 2011. Процитовано 30 грудня 2013.(англ.) Наведено за англійською вікіпедією.
6. ↑  American FactFinder. Бюро перепису населення США. Архів оригіналу за 26 лютого 2012. Процитовано 31 січня 2008.

| США | Це незавершена стаття з географії США. Ви можете допомогти проєкту, виправивши або дописавши її. |